# Рей Фаркхарсон
Рей Флетчер Фаркхарсон (Орден Британської імперії; 4 серпня 1897 — 1 червня 1965) був лікарем у Канаді, професором університету та науковим співробітником. Народився в Каледоні, штат Онтаріо, більшу частину свого життя викладав у Торонтському університеті. Він також стажувався та працював у лікарні Торонто. Разом з Артуром Сквайрсом був відповідальний за відкриття явища Фаркхарсона, важливого принципу в ендокринології, який полягає в тому, що введення зовнішніх гормонів, пригнічує природну продукцію цього гормону.
Він служив у Першій та Другій світових війнах, був призначений членом Ордена Британської імперії за надану медичну допомогу під час війни. Він очолював Комітет з пеніциліну Канади й служив консультантом із питань медицини Військово-повітряних сил Королівства Канади. Був відзначений медаллю Королеви у 1953 році за роботу в Колегії з оборони, а також був членом Королівського коледжу лікарів та хірургів Канади.
Фаркхарсон активно займався науковими дослідженнями у сфері медицини й освіти Канади. Його доповідь призвела до створення Ради медичних досліджень. Він став її першим президентом. Фаркхарсону було вручено чимало почесних дипломів в університетах Канади, а також він став членом ради управління Йоркського університету. Після смерті у 1965 році у нього залишились дружина та дві доньки. Фаркхарсона посмертно долучили до Канадської медичної зали слави у 1998 році.

## Дитинство та освіта

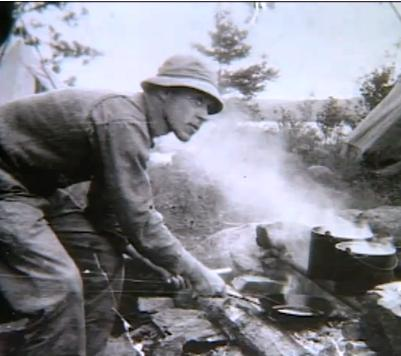
Фаркхарсон під час навчання, період Першої світової війни

Фаркхарсон народився в Каледоні, штат Онтаріо (невелике містечко на північному заході Торонто), 4 серпня 1897 р. у родині преосвященного Вільяма Фаркхарсон, міністра Пресвітеріанства, та Енні Макдональд Каттс. Один брат Чарльз також став лікарем, а інший, Роберт, — головним редактором газети The Globe and Mail, а згодом був радником у посольстві Канади в Сполучених Штатах. «Фаркі», як його прозвали друзі, здобув шкільну освіту в Даремі й закінчив Інститут колегіумів Гарборда в Торонто. Він відвідував медичну школу на базі Торонтського університету перед тим, як 15 травня 1918 р. був призваний до канадської армії (служив у канадській польовій артилерії (67-а  Батарея) як стрілок. Він не служив за кордоном і був відкликаний з військових, щоб закінчити школу. Навчаючись в аспірантурі з 1922 по 1927 рік, стажувався в лікарні Торонто при Дункані Арчібальда Грема.
Фаркхарсон отримував стипендію для проведення досліджень у лікарні штату Массачусетс. Там та у Гарвардському університеті він працював з Джозефом Чарльзом Аубом та Вільямом Салтером перш ніж стати доцентом університету Торонто. Він мав власні публікації щодо виведення кальцію у разі надлишку кислоти в організмі та «терапії печінкою» (споживання печінки) як лікування дегенерації спинного мозку. У 1931 році одружився з Крістіною Джейн Фрейзер, з якою у нього було дві дочки: Хелен, яка стала гематологом, та Кетрін Джейн.

## Кар'єра
Окрім викладання в Торонтському університеті, Фаркхарсон працював консультантом із медичних питань у приватній клініці. Там він мав репутацію лікаря, який лікував представників своєї професії. У 1934 р. очолив відділення терапії у Торонто. Він продовжував публікувати результати досліджень на різні теми, враховуючи й нервову анорексію. Фаркхарсон був членом Королівського коледжу лікарів та хірургів Канади, який керував канадською післядипломною освітою у сфері медицини; а також членом коледжу з 1939 по 1943 рік, і президентом — з 1945 по 1947 р.р. Під час Другої світової війни був експертом-медиком та проводив судові процеси.
25 серпня 1943 року Фаркхарсон був зарахований до повітряних сил Канади й призначений до 1-го Повітряне командування, який знаходиться в Трентоні, Онтаріо. У 1944 році його відправили до Великої Британії, та незадовго він повернувся. Фаркхарсон звільнився зі служби 22 листопада 1945 року, отримавши звання командира крила. Під час війни він очолював Комітет з пеніциліну Канади, який займався розповсюдженням пеніциліну (антибіотика, що значною мірою замінив сульфонамід) до збройних сил і отримував консультації від директора з медичних послуг. Також його консультували з медичних питань як представники збройних сил Канади, так і різні медичні групи Антигітлерівської коаліції. Він керував медичними експериментами, пов'язаними з терапією пеніциліном, які проводились у лікарнях Онтаріо в 1943 р. — 44, і був призначений директором лікарні Крісті Сент-Ветеран в Торонто. Після Дня Перемоги в Європі поїхав до Бельгії, щоб контролювати прийомом пеніцилінової терапії, а згодом долучився до догляду та лікування ветеранів. За службу на війні Фаркхарсон був нагороджений орденом Британської імперії в січні 1946 року. Його брат Чарльз також служив у світових війнах.
Вчений керував медичним відділенням для ветеранів у Торонто з 1945 по 1947 р.р. і одночасно обіймав посаду президента Королівського коледжу лікарів та хірургів Канади. У 1947 році був призначений кафедрою медицини сера Джона та леді Ітон в університеті Торонто. З 1947 року по 1960 він був головним лікарем загальної лікарні в Торонто. Серед пацієнтів був політичний діяч Джордж А. Дрю. Учений порадив йому залишити посаду голови Прогресивно-консервативної партії Канади та лідера опозиції. Це сталось після мало не смертельного нападу менінгіту ; Дрю зреагував не пораду, тому лідером партії став Джон Діфенбахер. Згодом він був призначений прем'єр-міністром Канади. Фаркхарсон створив програми для викладання у Жіночому коледжі та лікарні Саннібрук, а також розширив програми, що вже існували у Сент-Майкла та Торонто Вестерн. Він також призначив штатних дослідників на медичний факультет в Торонто і збільшив загальну кількість викладачів з 40 до понад 100. Він став стипендіатом Американського коледжу лікарів у 1947 році та Королівського коледжу лікарів у 1950 році. У тому ж році Колегія з оборонних досліджень призначила його членом комітету через бактеріологічну війну. Він був на цій посаді з 1949 по 1952 роки під керівництвом Чарльза Беста. За службу нації він нагороджений Коронаційною медаллю королеви в 1953 році.
Завдяки спільному дослідженню із колегою Артуром Сквайрсом ендокринології Фаркхарсон виявив те, що стало відомим під назвою «феномен Фаркварсона»: введення безперервних доз екзогенних гормонів пригнічує природну продукцію цього гормону у пацієнта і викликає тимчасову атрофію органів. Це явище стало одним з основних принципів ендокринології та ключовим фактором етіології гормональних відхилень. Фаркхарсон також зробив значний внесок, пов'язаний з анемією та пігментним обміном. Він був першим канадським лікарем, який оприлюднив синдром Шиена, і першим північноамериканцем, який повідомив про хворобу Сіммонда. Як педагог і дослідник, був раннім промоутером лабораторного тестування в оцінці хвороби; а також відомий тим, що виступав за усвідомлення потенційних психологічних проблем у пацієнтів.
У 1951 Фаркхарсон став членом Національної ради досліджень Канади, а в 1957 призначений директором відділу медичних досліджень. У 1958 очолив Комітет таємної ради. Йому було доручено скласти звіт про стан медичних досліджень у Канаді; це звинувачення прозвучало як відповідь на звіт 1957 року Асоціацією канадських медичних коледжів до прем'єр-міністра, який наголошував на недостатньому фінансуванні медичних досліджень у країні. У 1959 він відвідав Радянський Союз у складі контингенту, який представляв Раду досліджень; важливий акцент зробив на наукових дослідженнях та запросив радянських вчених відвідати Канаду. Фаркхарсон зробив висновок, що чинна урядова підтримка досліджень у Канаді не могла розглядати медицину як самостійну дисципліну і мала недостатнє фінансування. Його доповідь призвела до утворення в 1960 році Ради медичних досліджень Канади. Він керував нею до самої смерті. На посаді президента, Фаркхарсон виступав за прогресивну медичну освіту, яку викладали лікарі-практиканти та продовження навчання для лікарів. Він також зміг збільшити бюджет організації за допомогою премій та грантів на 4 мільйони доларів у 1963 році та ще на 9 мільйонів доларів до 1965 р.
У 1958 році Фаркхарсон став членом Американського медичного коледжу. Протягом трьох років представляв організацію в Онтаріо. У 1959 він приєднався до ради губернаторів Йоркського університету і в тому ж році став членом Сенату університету Торонто. У 1960 році нагороджений стипендією Королівського товариства Канади. Він також був членом медичних організацій у Канаді й США та головою правління близько 20 медичних дослідницьких груп.

## Вихід на пенсію та спадщина
У 1960 р., вже у пенсійному віці, Фаркхарсон залишив університет та лікарню. У клініці в 1961 році дванадцять ліжок назвали його іменем через загальне визнання, а Фонд Фаркварсона був створений для підтримки досліджень, які проводились викладачами університету у лікарні. У 1961 році Фаркхарсон відвідав Індію, пізніше висловив суспільну повагу до лікарів. Він також продовжував виступати за підтримку університетів.
У 1960 отримав нагороду Національного Фонду Серця, а потім Асоціації виробників фармацевтичних препаратів Канади з охорони здоров'я в 1964 році "за клінічну оцінку антибіотиків [та] роботу викладача ". Він став одним із 18 людей, які коли-небудь отримували цю нагороду. Науковець з'явився на обкладинці сучасної медицини в листопаді 1963 року. Фаркварсон отримав почесні ступені серед канадських університетів: Університету Британської Колумбії в 1949 р., Університету Саскачевану в 1957 р., Університету Лаваль в 1959 р., Університету Королеви в 1960 р. Університету Альберти в 1960 році, Університету Торонто в 1962 році й Монреальського університету в 1965 році. Його назвали почесним членом Медичної асоціації Онтаріо. Він також був призначений лицарем Військово-госпітального ордену святого Лазаря Єрусалимського та почесним стипендіатом Королівського медичного товариства Лондона.

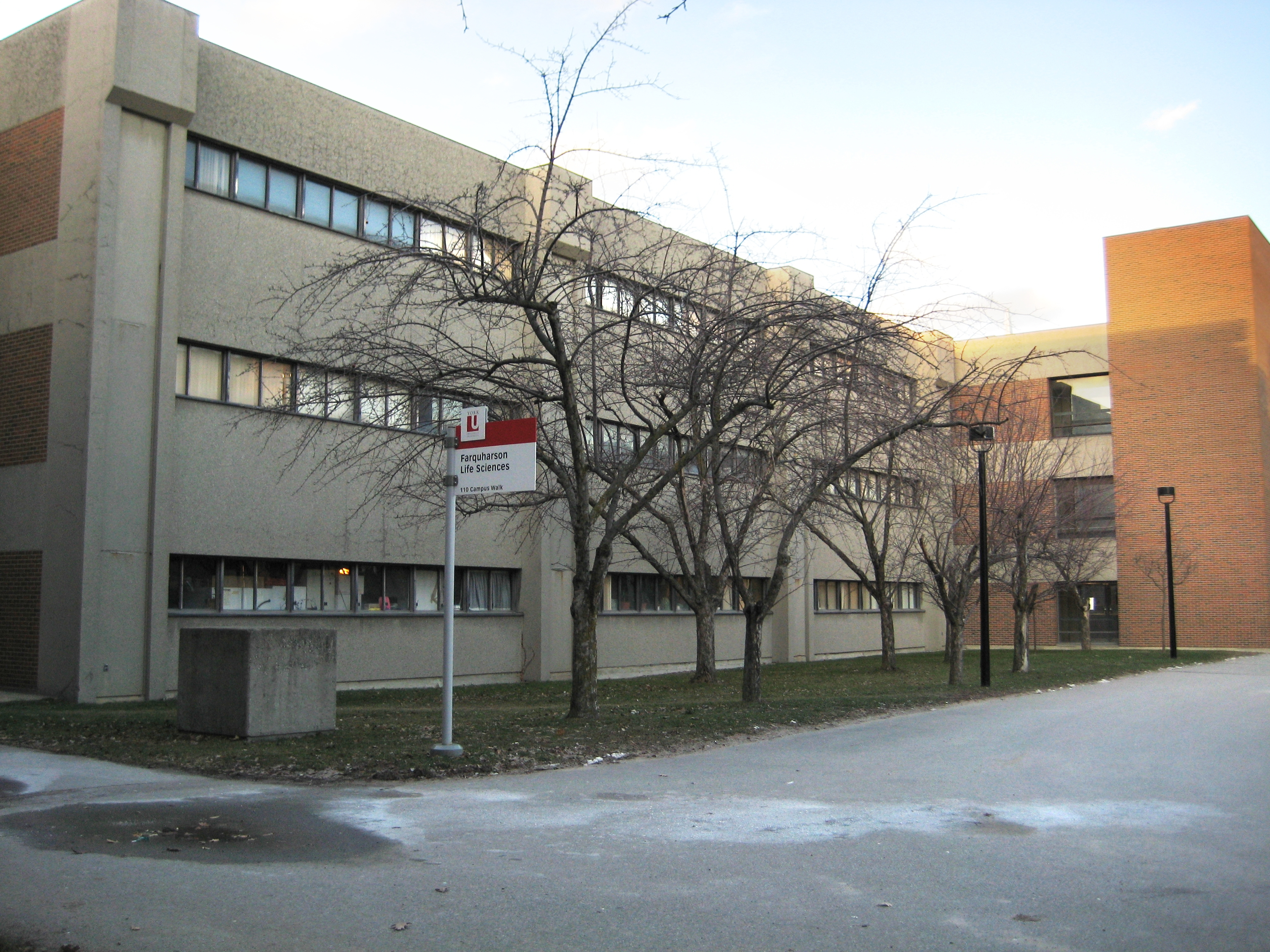
Будівля наук про життя Фаркхарсона, Йоркський університет, Торонто

Фаркварсон помер 1 червня 1965 року в цивільній лікарні Оттави у 68-річному віці після серцевого нападу. Він брав участь у засіданні Ради медичних досліджень в Оттаві Університет Торонто провів панахиду, відзначивши його внесок у шкільну та медичну спільноти.
Будівля наук у Йоркському університеті була перейменована на честь Фаркхарсона. У планах була і біографія вченого, але її так і не завершили. У 1968 році Джон Ейгер Говард з університету Джона Хопкінса прочитав лекцію з обміну кальцію, як пам'ять про науковця. Його посмертно занесли до Канадської медичної зали слави в 1998 році разом з науковцями Томмі Дугласом, Норманом Бетюном і Робертом Бондарем.
Професор Вільям Голдберг з Університету імені Макмастера Фаркхарсона приписував «напад на расизм як частину клінічного вчення», оскільки він наголошував, що раса пацієнтів повинна згадуватися лише тоді, коли це стосується їх діагнозу; вважають, що він боровся і з антисемітизмом. Він вважається одним із «Батьків медицини Канади» в наукових дослідженнях і освіті. Як згадано на одному меморіалі: «жоден канадець, окрім Вільяма Ослера, не залишив настільки великий відбиток у медицині».